# Mike and Jake in Society
Mike and Jake in Society è un cortometraggio del 1913 diretto da Allen Curtis. Prodotto e distribuito dall'Universal Film Manufacturing Company (con il nome Joker), uscì in sala il 31 dicembre 1913.